# لويس بويفن
لويس بويفن (بالفرنسية: Louis Boivin)‏ هو كاتب فرنسي، ولد في 20 مارس 1649 في Montreuil-l'Argillé ‏ في فرنسا، وتوفي في 22 أبريل 1724 في باريس في فرنسا.